# 네무로반도 자시 유적군

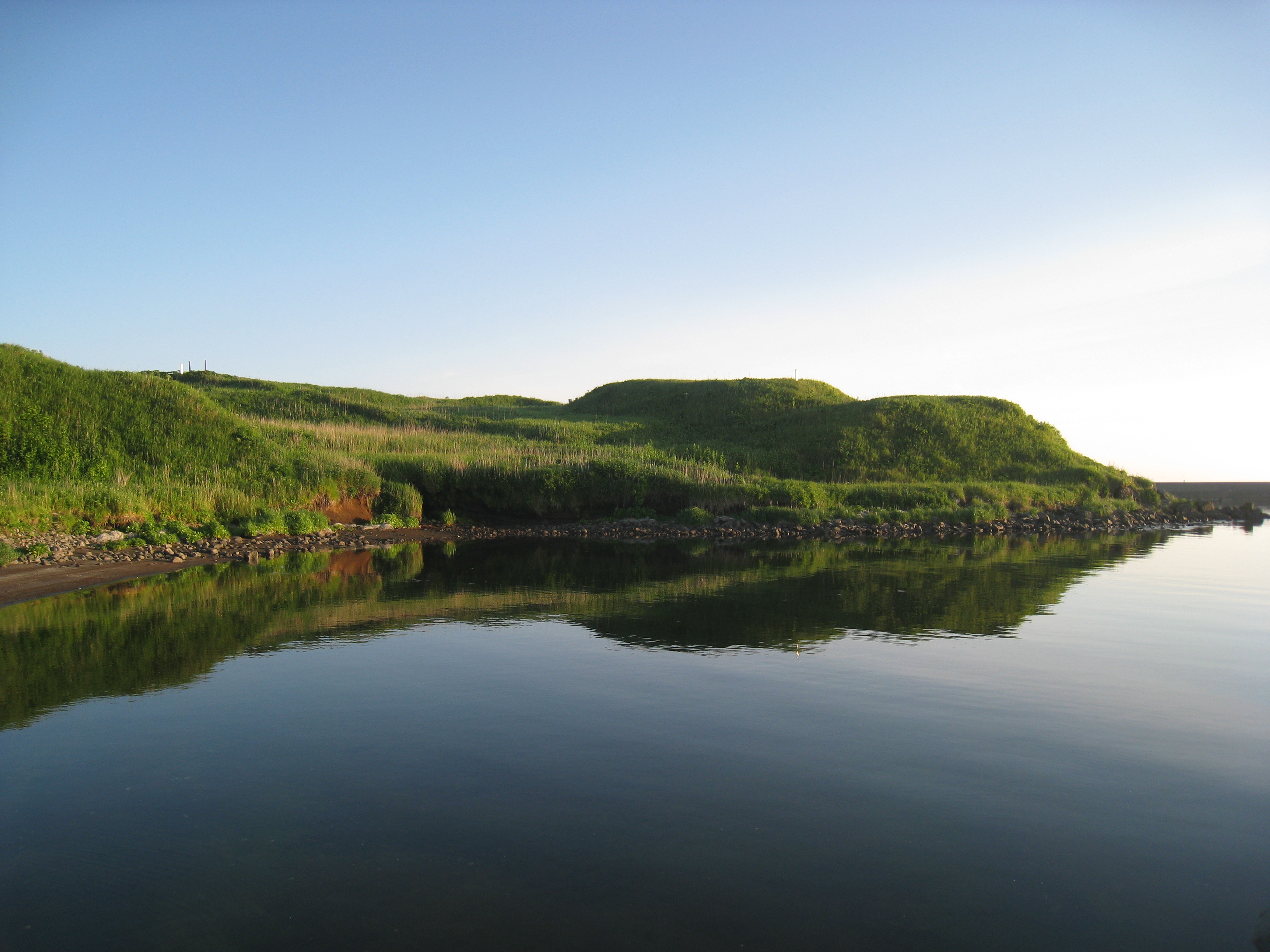
오네모토 자시

네무로반도 자시 유적군(일본어: 根室半島チャシ跡群)은 일본 홋카이도 네무로시에 있는 스물네곳의 자시의 총칭이다. 사적으로 지정되어 있다.